# Wszyscy kochają Romana
Wszyscy kochają Romana – polski serial komediowy, emitowany przez TVN, w reżyserii Jerzego Bogajewicza. Okres zdjęciowy trwał od 9 maja do czerwca 2011. Serial został zrealizowany na podstawie amerykańskiej wersji pt. Wszyscy kochają Raymonda. Odcinki 1–4 miały premierę pomiędzy 2 a 23 września 2011, lecz ze względu na niesatysfakcjonującą oglądalność dalsza emisja serialu została zawieszona, a następnie wznowiona już w 2012.

## Opis fabuły
Serial opowiada o dziennikarzu sportowym Romanie, który ma żonę Dorotę i trójkę małych dzieci: Zosię, Antka i Gutka. Roman z rodziną mieszka w podwarszawskiej miejscowości. Po drugiej stronie ulicy mieszkają rodzice Romana, Maryla i Zygmunt oraz jego starszy brat Robert, który jest policjantem. Rodzice Romana i Robert są stałymi gośćmi w ich domu, co jest przyczyną wielu zabawnych perypetii.

## Obsada
- Bartłomiej Kasprzykowski jako Roman
- Aneta Todorczuk-Perchuć jako Dorota
- Anna Seniuk jako Maryla
- Joachim Lamża jako Zygmunt
- Jacek Graniecki jako Robert
- Maria i Anna Glegolskie jako Zosia
- Dawid Nawrocki jako Antek
- Hubert Nawrocki jako Gutek

## Spis odcinków
| Data emisji      | Nr | Tytuł                       | Obsada |
| ---------------- | -- | --------------------------- | --- |
|                  |    |                             | |
| SERIA PIERWSZA   |    |                             | |
|                  |    |                             | |
| 2 września 2011  | 1  | „Kelnerka”                  | - Małgorzata Kocik jako kelnerka Żaneta - Dorota Piasecka jako kelnerka Marzena - Witold Wieliński jako Mariusz, przyjaciel Romana - Krzysztof Bochenek jako Stefan, właściciel pizzerii                                     |
|                  |    |                             | |
| 9 września 2011  | 2  | „Pasztetowa”                | – |
|                  |    |                             | |
| 16 września 2011 | 3  | „Kocham Cię”                | - Karolina Muszalak jako Sylwia, żona Mariusza - Witold Wieliński jako Mariusz, przyjaciel Romana - Dorota Piasecka jako kelnerka Marzena                                                                                    |
|                  |    |                             | |
| 23 września 2011 | 4  | „Przychodzi lekarz do baby” | - Maja Hirsch jako psychoterapeutka Nina Serafin - Mariusz Czerkawski jako on sam |
|                  |    |                             | |
| 17 stycznia 2012 | 5  | „Test na inteligencję”      | - Witold Wieliński jako Mariusz, przyjaciel Romana - Karolina Muszalak jako Sylwia, żona Mariusza |
|                  |    |                             | |
| 17 stycznia 2012 | 6  | „Pogrzeb”                   | - Elżbieta Jarosik jako ciocia Irena - Ireneusz Kozioł jako kuzyn - Katarzyna Skolimowska jako ciotka - Bogusław Parchimowicz jako ksiądz - Aleksander Skowroński jako weteran                                               |
|                  |    |                             | |
| 24 stycznia 2012 | 7  | „Teściowie”                 | - Małgorzata Zajączkowska jako Hanna Wróblewska, matka Doroty - Krzysztof Stelmaszyk jako Artur Wróblewski, ojciec Doroty - Mateusz Dewera jako kelner - Bogusław Parchimowicz jako szef sali - Adam Molak jako kelner Filip |
|                  |    |                             | |
| 24 stycznia 2012 | 8  | „Pies”                      | - Sylwia Gruchała jako Ona sama - Ewa Serwa jako pani Ela |
|                  |    |                             | |
| 31 stycznia 2012 | 9  | „Samochód”                  | - Karolina Piechota jako Eliza Augustyniak |
|                  |    |                             | |
| 31 stycznia 2012 | 10 | „Poker”                     | - Krzysztof Bochenek jako Stefan, właściciel pizzerii - Jerzy Łapiński jako Czesław - Stanisław Penksyk jako Bolesław - Sławomir Rokita jako Karol                                                                           |
|                  |    |                             | |
| 7 lutego 2012    | 11 | „Przystojniacy”             | - Iwona Wszołkówna jako Ola, koleżanka Doroty |
|                  |    |                             | |
| 7 lutego 2012    | 12 | „Chora Dorota”              | - Piotr Gruszka jako on sam - Michał Staszczak jako pediatra - Roksana Krzemińska jako matka - Krzysztof Chudzicki jako ojciec - Dominika Janiak jako dziewczyna                                                             |
|                  |    |                             | |
| 14 lutego 2012   | 13 | „Liga osiedlowa”            | - Krzysztof Czeczot jako Arek - Dobromir Dymecki jako Marek - Dominik Bąk jako Artur - Robert Ostolski jako Bartek |
|                  |    |                             | |
| 14 lutego 2012   | 14 | „Piłka”                     | - Krzysztof Czeczot jako Arek |
|                  |    |                             | |
| 21 lutego 2012   | 15 | „Diamenty”                  | - Krzysztof Włodarczyk jako on sam - Iwona Wszołkówna jako Ola, koleżanka Doroty |